# La Possonnière
La Possonnière ist eine französische Gemeinde mit 2.478 Einwohnern (Stand: 1. Januar 2022) im Département Maine-et-Loire in der Region Pays de la Loire. Sie gehört zum Arrondissement Angers und ist Teil des Kantons Chalonnes-sur-Loire. Die Einwohner werden Possonnéen genannt.

## Geographie
La Possonnière liegt etwa 14 Kilometer südwestlich von Angers an der Loire. Umgeben wird La Possonnière von den Nachbargemeinden Savennières im Norden und Osten, Béhuard im Osten, Rochefort-sur-Loire im Süden und Südosten, Chalonnes-sur-Loire im Südwesten sowie Saint-Georges-sur-Loire im Westen und Nordwesten.
Der Ort hat einen Bahnhof an der Bahnstrecke Tours–Saint-Nazaire.

## Geschichte

### Bevölkerungsentwicklung
| Jahr                       | 1962 | 1968 | 1975 | 1982 | 1990 | 1999 | 2006 | 2018 |
| Einwohner                  | 1510 | 1516 | 1519 | 1844 | 1962 | 2128 | 2289 | 2445 |
| Quellen: Cassini und INSEE |      |      |      |      |      |      |      |      |

## Sehenswürdigkeiten
- Kirche Saint-Jacques

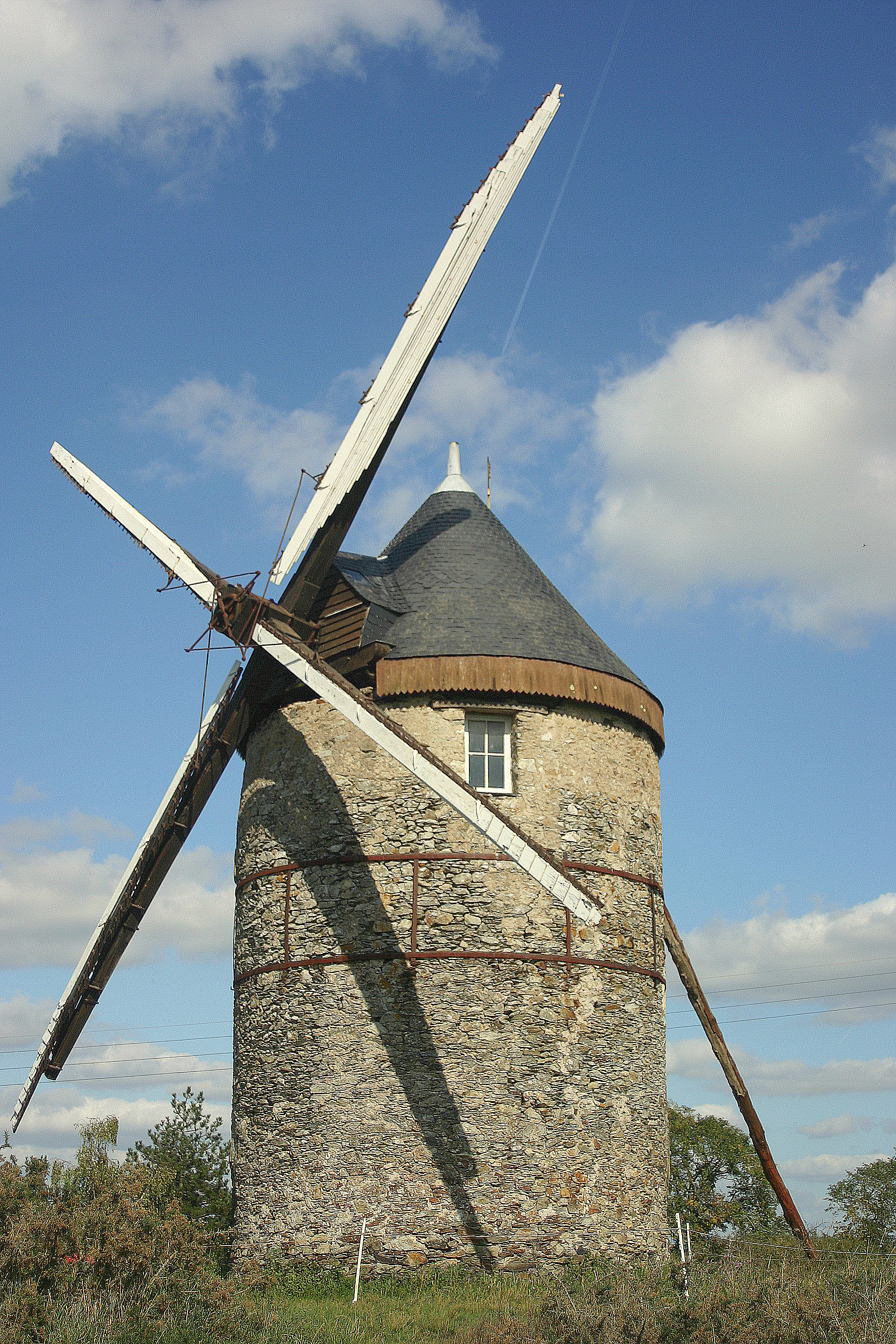
Windmühle La Roche

- Mühle La Roche, in der zweiten Hälfte des 17. Jahrhunderts erbaut, seit 1977 Monument historique
- Flusshafen
- Brücke

## Weinbau
Die Rebflächen in der Gemeinde sind Teil des Weinbaugebietes Anjou.

## Persönlichkeiten
- Adolphe Tabarant (1863–1950), Journalist und Kunsthistoriker